# Péter Bácsi
Péter Bácsi (ur. 15 maja 1983) – węgierski zapaśnik walczący w stylu klasycznym. Trzykrotny olimpijczyk. Piąty w Pekinie 2008, czternasty w Londynie 2012 w wadze 74 kg i piąty w Rio de Janeiro 2016 w kategorii 75 kg.
Mistrz świata w 2014 i 2018. Zdobył cztery medale na mistrzostwach Europy w latach 2008 - 2014. Piąty na Uniwersjadzie w 2005. Drugi w Pucharze Świata w 2008; piąty w 2015 i ósmy w 2009 roku.
Mistrz Węgier w 2007, 2011, 2013, 2014 i 2015 roku.
- Turniej w Pekinie 2008

Pokonał Thomasa Dantzlera z USA, Arsena Dżulfalakiana z Armenii i Rosjanina Warteresa Samurgaszewa, a w półfinale przegrał z Gruzinem Manuczarem Kwirkwelią i w repasażach Christophem Guénotem.
- Turniej w Londynie 2012

Przegrał z Aleksandrem Kazakevičem z Litwy.
- Turniej w Rio de Janeiro 2016

Wygrał z Carlosem Muñozem z Kolumbii, Daniełem Aleksandrowem z Bułgarii i Elvinem Mürsəliyevem z Azerbejdżanu, a przegrał z Duńczykiem Markiem Madsenem i w pojedynku o brązowy medal z Saidem Abdewalim z Iranu.